# Plectranthus kanneliyensis
Plectranthus kanneliyensis là một loài thực vật có hoa trong họ Hoa môi. Loài này được (L.H.Cramer & Balas.) R.H.Willemse miêu tả khoa học đầu tiên năm 1979.